# مولودية العلمة
مولودية شباب العلمة ، هو نادي كرة قدم جزائري تأسس رسمياً سنة 1950 بواسطة مجموعة من المسلمين في مدينة العلمة التابعة  لولاية سطيف تحت مسمى نادي مولودية سانت آرنو (اسم مدينة العلمة إبان الإستعمار الفرنسي للجزائر) لكن إدارة النادي ترى أن ذلك النادي امتداد لنادي آخر تأسس بالمنطقة نفسها سنة 1936 والذي حمل اسم دفاع سانت آرنو رغم أن الأخير كان من تأسيس الفرنسيين عكس النادي الذي تأسس سنة 1950 والذي كان من طرف المسلمين ولكن إدارة النادي تستعمل تاريخ 1936 على شعارها حالياً.
يلعب فريق مولودية شباب العلمة حالياً ضمن الرابطة الجزائرية المحترفة الثانية لكرة القدم وألوانه الحالية هي الأحمر، الأبيض والأخضر. ويعتبر ملعب مسعود زڤار هو مكان تدريبات ومباريات فريق مولودية شباب العلمة.

## تاريخ نادي مولودية العلمة
مؤسسي فريق مولودية العلمة سنة 1936 هم:
بهلولي إبراهيم، بلقاسم بوعنان، بلفاضل محمد، الطاهر يوسف، بشير العقبي، جعفر محمد.
وكان معضمهم يلعبون في فريق دفاع سانت آرنو (DSA) المؤسس من طرف الإستعمار الفرنسي
وقد وضع مؤسسو مولودية العلمة سنة 1936 اللبنة الأولى للفريق على اثر اجتماع باحدى احياء مدينة العلمة واتفقوا كلهم على تأسيس نادي جزائري إسلامي واختاروا اسم المولودية والألوان الأخضر والأحمر تيمناً بنادي المولودية الذي تأسس سنة 1921 من طرف المسلمين الجزائريين وتمت هاته الخطوة لسبب واضح وهو إتباع خطى مولودية الجزائر والسير في مسار محاربة الإستعمار وكانت الاندية المسلمة تنسق فيما بينها لتحقيق اهدافها المشتركة.
عند تأسيس نادي العلمة كان هناك عدة اقتراحات حول الاسم الذي يجب أن يضاف إلى اسم المدينة حتى يشكل اسم النادي، لكن في الأخير تم اختيار اسم مولودية تيمناً ب نادي مولودية الجزائر الذي كان أول نادي أسسه المسلمون في الجزائر وأراد مؤسسو مولودية العلمة السير على خطاهم.
قبل نادي مولودية الجزائر طلب نادي العلمة بأن يحمل نفس اسمه مولودية وتقرر حينئذٍ أن يحمل الفريقان نفس الألوان الأخضر والأحمر وأن يتكلف نادي مولودية الجزائر بمنح الأقمصة التي يرتدونها لمولودية العلمة، ونفس الأمر بالنسبة إلى شبيبة القبائل وغيرها كدليل على دعم الاندية الجزائرية المسلمة لبعضها البعض آنذاك.

## تاريخ كرة القدم في مدينة العلمة قبل تأسيس مولودية العلمة
دفاع سانت آرنو كان ثاني فريق تأسس في الولاية بعد اتحاد سطيف حيث تأسس كفريق فرنسي وكان مكوناً في معضمه من الفرنسيين
ابتداء من عام 1942 ضهر فريق جديد تحت تسمية الأولمبي المسلم لسانت آرنو L’Olympique Musulmane de St.Arnaud ومؤسسوه هم مجموعة من الناشطين مثل فضلي، قصاب، حبيش، لكحل، ميكيداش، بهلولي، سالم، جيلاني، معوش، العيفة، بلفاضل وكان تأسيسه تحت غطاء الوطنية وقد تضافرت الجهود المناضلة من أجل إعطائه صبغة تمثل المسلمين بما أنهم كانوا هم من أسسوه
ودافع النادي عن ألوانه ومبادئه الإسلامية بشرف حيث كان ينشط في القسم الأول بفضل لاعبين موهوبين مثل الإخوة بوسيف، حمدي، جميلي والإخوة بوعنان، لعقبي، بلفاضل كل هؤلاء أعطو كرة القدم بعدها وحيويتها المنشودة.
1948 فريق ثالث يرى النور، وداد سانت آرنو W.S.A الذي أسس من طرف معارضين (لاعبين ومسيريين) غير راضين عن انتخاب اللجنة الجديدة المسيرة لـلأولمبي المسلم لسانت آرنو O.M.S.A برئاسة السيد زعبوب السعدي وذلك بعد اجتماع ساخن للجمعية العامة.

## تأسيس مولودية سانت آرنو (مولودية العلمة حالياً)
في بداية سنة 1950 رفع الوطنيون شعار الوحدة فتم الاندماج بين الناديين الموجودين في المدينة أي الأولمبي الرياضي لسانت آرنو ووداد سانت آرنو سانت تحت مسمى جديد وهو نادي مولودية سانت آرنو M.C.S.A لدعم المصلحة الوطنية والوقوف في وجه دفاع سانت آرنو D.S.A الذي كان يمثل نادي الإستعمار الفرنسي وكان ضد المسلمين.
نادي مولودية سانت آرنو وليد الاندماج بين الأولمبي المسلم لسانت آرنو ووداد سانت آرنو اختار اسم مولودية تيمناً بنادي مولودية الجزائر الذي كان هو الآخر أول فريق أنشأه المسلمون في الجزائر وكما هو معلوم فإسم مولودية مشتق من المولد النبوي الشريف مولد رسول الله محمد صلى الله عليه وسلم واللونان اللذان اختارهما نادي مولودية سانت آرنو هم اللونين الأخضر والأحمر مثل المولودية الأخرى التي كانت تدعمهم مادياً ومعنوياً وبالأقمصة الخضراء والحمراء لأن كل الاندية المسلمة الجزائرية آنذاك كانت تمتلك نفس الهدف والغاية في نشر قيم الإسلام عن طريق الرياضة وكذلك محاربة الإستعمار الفرنسي بكل الوسائل الممكنة وجمع المسلمين الجزائريين تحت راية واحدة في مختلف النوادي الرياضية.
بعد اتفاق جسد بواسطة لجنة من العقلاء مكونة من حبيش الحاج، سالم بلقاسم، لكحل عمر.
عملية الاندماج مكنت المولودية من الحفاظ على اعتمادها الذي يعطيها الحق في اللعب ضمن القسم الأول وأيضا الحفاظ على اللجنة المنبثقة عن اندماج التيارين السياسيين وإعطاء رد سياسي وطني من طرف جمعية ذات طابع رياضي.
وكان هذا وفاء من هذا الجيل المتثمل في ميكيداش، لوصيف، بوعنان، حبيش، قصاب، بوجري، قارص، حارش، قنود تحت قيادة المدرب عناني عبد السلام.
لقد فعلو كل شيء وأعطو انطباعا جيدا رغم نقص الإمكانيات المادية والمالية التنقل من باب إلى باب كان واجبا من أجل جمع الأموال لتغطية مصاريف التنقلات وشراء المعدات اللازمة وفيما يخص الإطعام فقط كان المعنيون يقنعون بالقليل ونفس الأمر كان بالنسبة لكل الاندية الجزائرية المسلمة آنذاك رغم أنهم كانوا يحاولون التنسيق بينهم وتبادل المساعدات.

## ما بعد تأسيس مولودية سانت آرنو (مولودية العلمة حالياً)
نادٍ خامس أيضا ظهر إلى الوجود موازاة مع مولودية سانت آرنو ويخص الأمر اتحاد سانت آرنو L’Union de St.Arnaud وكان ذلك تعويضا لدفاع سانت آرنو D.S.A بعد تغير سياسته ووجوده والذين ساهمو في ذلك هم ديقاش، زعبوب سعيد، بوعنان وموضفي البلدية وهذا من أجل الرد على تحدي خصومهم الفرنسيين وكل ما فعلوه للمسلمين آنذاك.
سنة 1954 أعلنت حالة حصار من طرف الإدارة الاستعمارية بعد انتفاضة الشعب واندلاع الثورة التحريرية، الجمعيات الرياضية والثقافية أرغمت على إيقاف نشاطها ونتيجة لذلك معضم لاعبي وقادة المولودية M.C.S.A هاجرو في أعقاب الاعتقالات المتكررة من طرف الشرطة الاستعمارية وكذلك الأعمال الانتقامية من طرف المعمرين المستوطنين ضد هم بسبب انتمائهم لحركات سياسية وطنية ودينية.

## بعد استقلال الجزائر
في موسم 1962 – 1963 الذي عرف إقامة أول بطولة (Pré-Honneur) رسمية في الجزائر المستقلة التي كانت تعني فقط الأندية التي كانت تنشط قبل الحرب وقد تم استثناء وفاق سطيف فقط من هذا القانون وذلك للإعجاب بمسيرته قبل الاستقلال.
أول تشكيلة للفريق كانت مكونة أساسا من لاعبين أصحاب خبرة مثل لوصيف، حبيش، مزيان شريف، سروب، عولمي، قنود، بلحاج، خرشي، رحمون، ميكيداش س، ميكيداش ل، وأول مقابلة خاضها الفريق في الموسم كانت ضد وفاق سطيف وقد انتهت المقابلة بفوز مولودية سانت آرنو 2-0.
أثناء موسمي 1962 -1963 و1963-1964 ضمن القسم ما قبل الشرفي ثم موسم 1965- 1966 و1966-1967 ضمن القسم الجهوي إلى جانب أندية محنكة مثل E.S.S, U.S.M.S, C.S.C, M.O.C وJ.S.D فإن مولودية سانت آرنو حققت مشوارا جيدا وجاءت في المرتبة الرابعة في الترتيب العام وفي نهاية موسم 1966-1967 حقق شبان النادي إنجازا كبير بوصوله إلى نهائي كأس الجمهورية الذي وضعه في مواجهة مولودية باتنة التي كان الفوز فيها بعد ذلك للباتنيين.
قدوم عمار رواي المحترف السابق واللاعب الدولي في صفوف فريق جبهة التحرير الوطني إلى مولودية سانت آرنو خلال موسم 1968-1969 بصفته لاعبا ومدربا لم يكن كافيا لتحسين مردود الفريق الذي اكتفي بتموضعه في وسط التريتب النهائي لجدول البطولة
خلال موسمي 72-73 و73-74 ضيعت مولودية العلمة الصعود لصالح J.S.D وA.S.A.M على الرغم من الإسهامات الواضحة للاعبين الشباب المكونين في النادي والذي سبق لهم تنشيط نهائي كأس الجمهورية للشباب نذكر منهم: هدنة، زنديق، بوردين، حبيش س، حداد، حيدر، مدعومين بالقدامى كـخرشي وبلحاج وسيد ع وآخرون.
خلال سنوات 80 – 90 أخذ جيل جديد من اللاعبين والمسيرين المشعل لكن نقص الإمكانيات المالية والمادية شكل عائقا كبيرا في وجه النادي الذي اكتفى فقط بلعب أدوار ثانوية في البطولة.
يجب أن نذكر في هذا المقام أعيان المدينة مثل زغار، زياد، مزيان شريف، بقة الذين كانو دوما يأمنون احتياجات النادي المادية خاصة مثل منح حافلة نقل وكذلك الدعم بالتجهيزات الرياضة وأيضا توسعة مدرجات الملعب البلدي حارش
كذلك لا ننسى الاهتمام والرعاية من طرف البلدية وأيضا إنجاز الملعب الجديد بطاقة استيعابية كبيرة كل هذا سمح لمولودية العلمة بتدعيم صفوفها بلاعبين جيدين وبالتالي ضمان تواجدها على الساحة الوطني.
شارك فريق مولودية شباب العلمة في كأس رابطة أبطال إفريقيا لأول مرة في تاريخه موسم 2014/2015 بعد احتلاله المرتبة الرابعة في الدوري الجزائري وأدى مشواراً مشرفاً بالنسبة لأول مشاركة خارجية كانت منذ تأسيس النادي وخرج من دوري المجموعات وبعدها تراجع الفريق كثيراً في الدوري المحلي إلى أن سقط الفريق إلى دوري الدرجة الثانية ومازال يتواجد هناك إلى يومنا هذا.
...